# みの・ひだ!
『みの・ひだ!』は、2004年4月1日から2007年3月29日まで岐阜放送（岐阜テレビ）で放送されていた情報番組である。
この項目では、1994年4月7日から2002年3月29日まで同局で放送されていた『みの・ひだ愛ランド』（みの・ひだあいランド）、および2002年4月4日から2004年3月25日まで同局で放送されていた『みの・ひだ愛ランド Tanto』（みの・ひだあいランド タント）についても触れる。

## 放送時間
いずれも日本標準時。

### みの・ひだ愛ランド
- 木曜 18:30 - 19:00 （1994年4月7日 - 1994年10月27日）
- 金曜 18:30 - 19:00 （1994年11月4日 - 2002年3月29日）

### みの・ひだ愛ランド Tanto
- 木曜 21:00 - 21:54 （2002年4月4日 - 2004年3月25日）

### みの・ひだ!
- 木曜 21:00 - 21:45 （2004年4月1日 - 2004年10月28日）
- 木曜 21:00 - 21:44 （2004年11月4日 - 2005年3月31日）
- 木曜 21:00 - 21:30 （2005年4月7日 - 2007年3月29日）

## 出演者

### パーソナリティ
- 熊田力三[1] - 『みの・ひだ!』時代の途中まで出演。番組卒業回ではスタッフたちから胴上げされていた。なお、当該回のみスタッフの紹介が行われた。
- 早川敦子[1]
- 伊藤伸久[2]
- 西金之助[3]

### リポーター
- 長谷川満[4] - 『Tanto』時代に出演。
- 野田かおる - 『Tanto』時代に出演。
- 星野有美 - 『Tanto』時代に出演。
- 篠崎友華里
- 高橋みつる[5] - 西金之助司会期に出演。
- ほか

## コーナー
- 旬な週末
- みんなDE週末
- 情報 みの・ひだ!
- 特集 みの・ひだ!
- 90秒縄飛びぃ!